# 筑後川の戦い

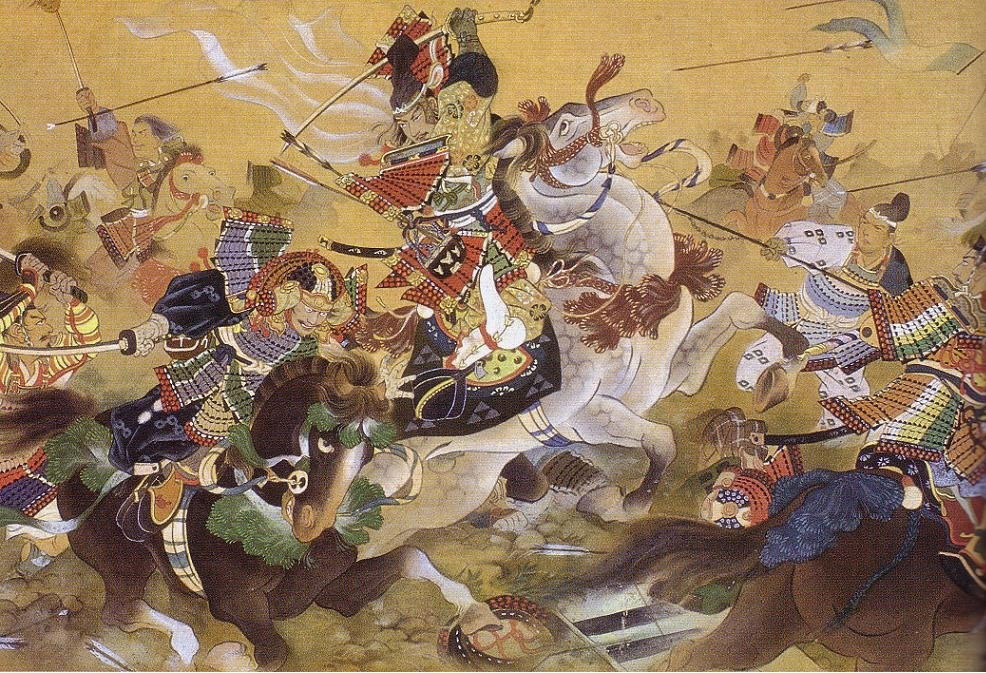
筑後川合戦図

筑後川の戦い（ちくごがわのたたかい）は南北朝時代の正平14年/延文4年8月6日（1359年8月29日）に筑後川を境にしての南朝と北朝の戦。大保原の戦い・大原合戦とも言う。また、元寇（戦死傷者約36,000〜38,000人日本側のみ）の約80年余後に起きた大規模な合戦であり、南朝と北朝合わせて戦死傷者46,000人という元寇を上回る被害をもたらした。
南北朝時代の九州における合戦では最大。日本三大合戦と呼ばれてる。

## 概要
延元元年（1336年）、後醍醐天皇は九州に皇子・懐良親王（8歳）を征西大将軍として派遣し、親王を奉じる菊池武光は、高良山（毘沙門岳）に城を築いて征西府とした。
足利尊氏が幕府の内訌であった観応の擾乱を治め、八幡の戦いを制し、正平9年/文和3年（1354年）に南朝の支柱であった北畠親房が没すると、南朝側で北朝に対抗しうる武力勢力は、九州の懐良親王と菊池一族のみとなった。
正平14年/延文4年7月、懐良親王、新田一族、名和一族、菊池武光、赤星武貫ら菊池一族、宇都宮貞久、草野永幸、大野光隆、西牟田讃岐守ら南朝勢約4万は筑後川の北岸に陣を張り、大宰府を本拠とする北朝・足利勢の少弐頼尚、少弐直資の父子、大友氏時、城井冬綱ら約6万と対峙し、両軍合わせて約10万の大軍が戦った。
戦いの苛烈さを頼山陽も詩に歌っている。この戦いで足利側の少弐直資は戦死、南朝側の懐良親王や菊池武光も負傷し、両軍合わせて5,400余人が討死にしたといわれる。この戦いに敗れた少弐軍は大宰府に逃れ、九州はこの後、幕府が今川貞世を九州探題として派遣するまでの約13年は南朝に統治されている。

## 伝承
福岡県久留米市宮ノ陣は、征西将軍・懐良親王が布陣した場所とされる。宮ノ陣神社には、懐良親王のお手植えと伝わる将軍梅がある。
福岡県小郡市には、大中臣神社の将軍藤、大保、前伏、高見下など筑後川の戦いに関連すると考えられる地名や史跡がある。
筑後国太刀洗（たちあらい、現・福岡県三井郡大刀洗町）は、菊池武光が血糊の付いた太刀を戦後に洗った川にちなんだ地名だと伝わる。